# Coming Soon (película de 2008)
Coming Soon (โปรแกรมหน้า วิญญาณอาฆาต) es una película de Terror Tailandés protagonizada por la Cantante Worrakarn Punch Rotjanawatchra, Thomas Sakulrath y Dhanasevi Chantavit, en el debut como director de Sophon Sakdaphisit, coguionista de películas tailandesa "Shutter" (2004) y "Alone" (2007).

## Trama
Shane (Chantavit Dhanasevi), proyeccionista de cine, decide ganar dinero fácil copiando en video una película de fantasmas de próximo estreno que será el éxito de la temporada. Pero justo cuando termina de grabarla, un escalofriante sentido de deja vu lo acosa. Lo que sucedió en la película está pasando otra vez, pero en la vida real. Nada puede ser más horrorífico que darte cuenta que todo lo que te está pasando, ya sucedió, en la película de horror que acabas de ver.

## Recepción
Slasherpool consideró que la película tuvo algunos momentos de miedo decente y que el guion fue el sonido. Señalaron que por primera vez el director Sopon Sukdapisit ha hecho un trabajo decente aunque no ha tenido experiencia como tal , con algunos defectos obvios, y "novatos" errores, y nada muy innovador, lo que sugiere que se quede a la escritura. El opinó que "es una película destinada a ser rehecha"..." vale la pena ver si estás de humor para una historia de fantasmas decente, pero no esperes obtener el gran Susto ."[2] Cuando revisado por exclusivas de la película, esta resumió diciendo "Breve" no tiene lo suficiente para ser un clásico instantáneo, pero es un buen augurio para el Tai Hub estable a él, que siguen siendo una fuerza a tener en cuenta a la hora de rastrillar lo que asusta".[3] El Fridae Movie Club ocurrió que la película iba a dar resultados, cuando escribió "Breve" tiene una película dentro de un concepto de cine fuerte, una prueba más de la escritura de guiones de Sakdapisit Sophon, pero señaló sus deficiencias al escribir "Pero la dirección cae de tal manera que corta la ambiciosa secuencia "[1] Esta misma opinión fue compartida por Fangoria, que escribió "tira Sakdapisit en una efectiva setpieces pocos y muchos-a los ojos saltados, pero durante ;Coming Soon; siente demasiado familiar e ilógica".